# Schefflera veitchii
Schefflera veitchii là một loài thực vật có hoa trong Họ Cuồng cuồng. Loài này được (Carrière) Frodin & Lowry miêu tả khoa học đầu tiên năm 1989.